# Procfs
procfs (Abkürzung für process filesystem, übersetzt ‚Prozessdateisystem‘) ist ein virtuelles Dateisystem auf meist unixoiden Systemen. Es dient zur Anzeige und Änderung von System- und Prozessparametern. Üblicherweise wird es in der Verzeichnisstruktur unter /proc eingebunden. Es wird vom Kernel während des Bootvorgangs dynamisch erzeugt und nicht gespeichert.

## Geschichte
Das erste /proc wurde von Tom J. Killian in der achten Unixversion eingeführt. Das heutige procfs hat seinen Ursprung im Betriebssystem Plan 9, von wo es, ähnlich UTF-8, in andere Betriebssysteme übernommen wurde. Es folgt der Unix-Philosophie „Alles ist eine Datei“, da sämtliche Informationen in virtuellen Dateien vorhanden sind.

## Linux

### Prozesse
Unter Linux erhält jeder Prozess ein Verzeichnis nach dem Format /proc/PID. In diesem sind verschiedene virtuelle Dateien enthalten, die Daten über den Prozess bereitstellen.

### Systeminformationen
procfs stellt zahlreiche Informationen über verschiedenste Teile des Computers zur Verfügung. Seit dem Kernel 2.6 werden viele Teile in das ebenfalls virtuelle Dateisystem sysfs verschoben.
Beispielsweise enthält die Datei /proc/cpuinfo ausführliche Informationen über den Prozessor.